# Religia w Jordanii

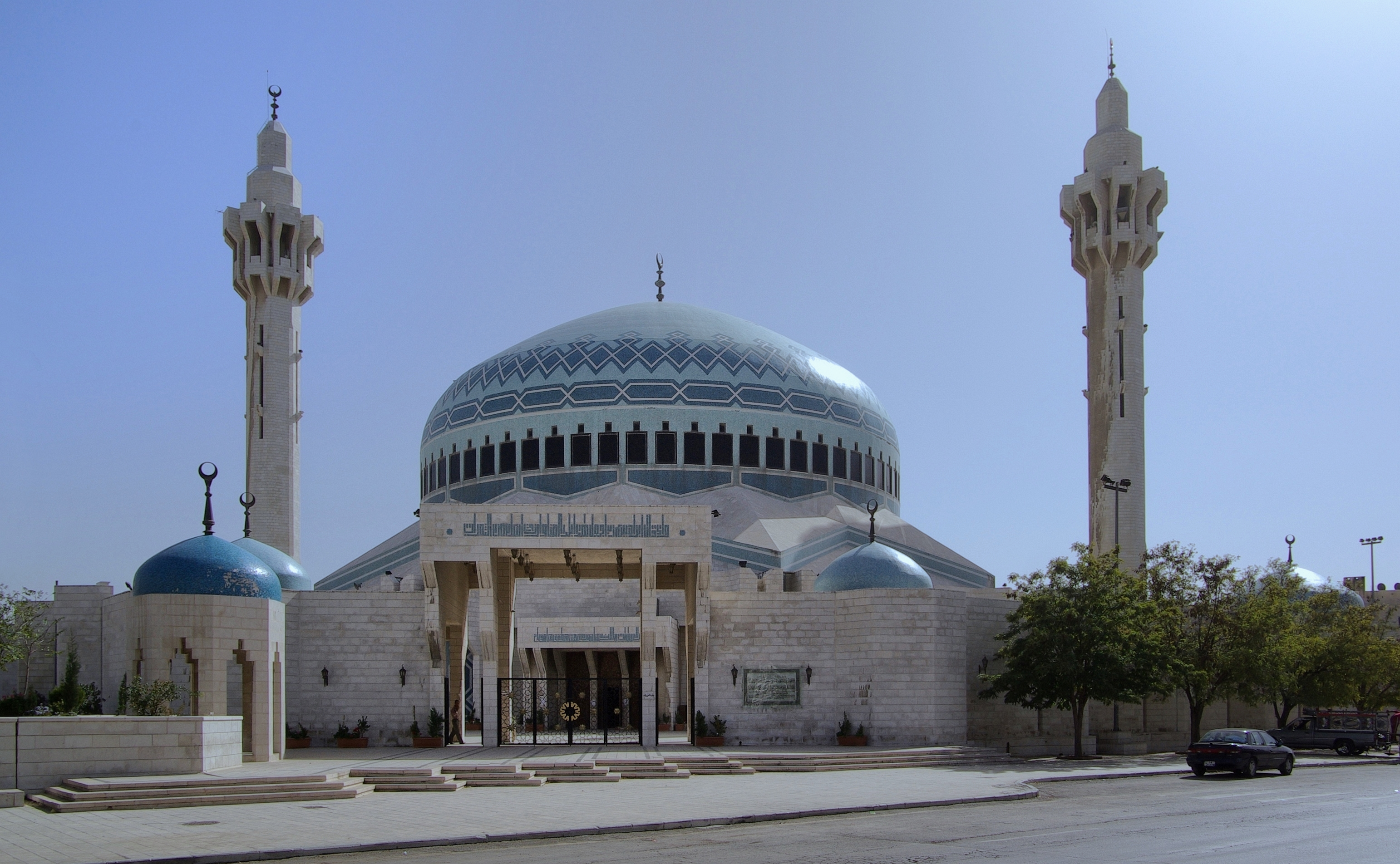
Meczet króla Abd Allaha I w Ammanie

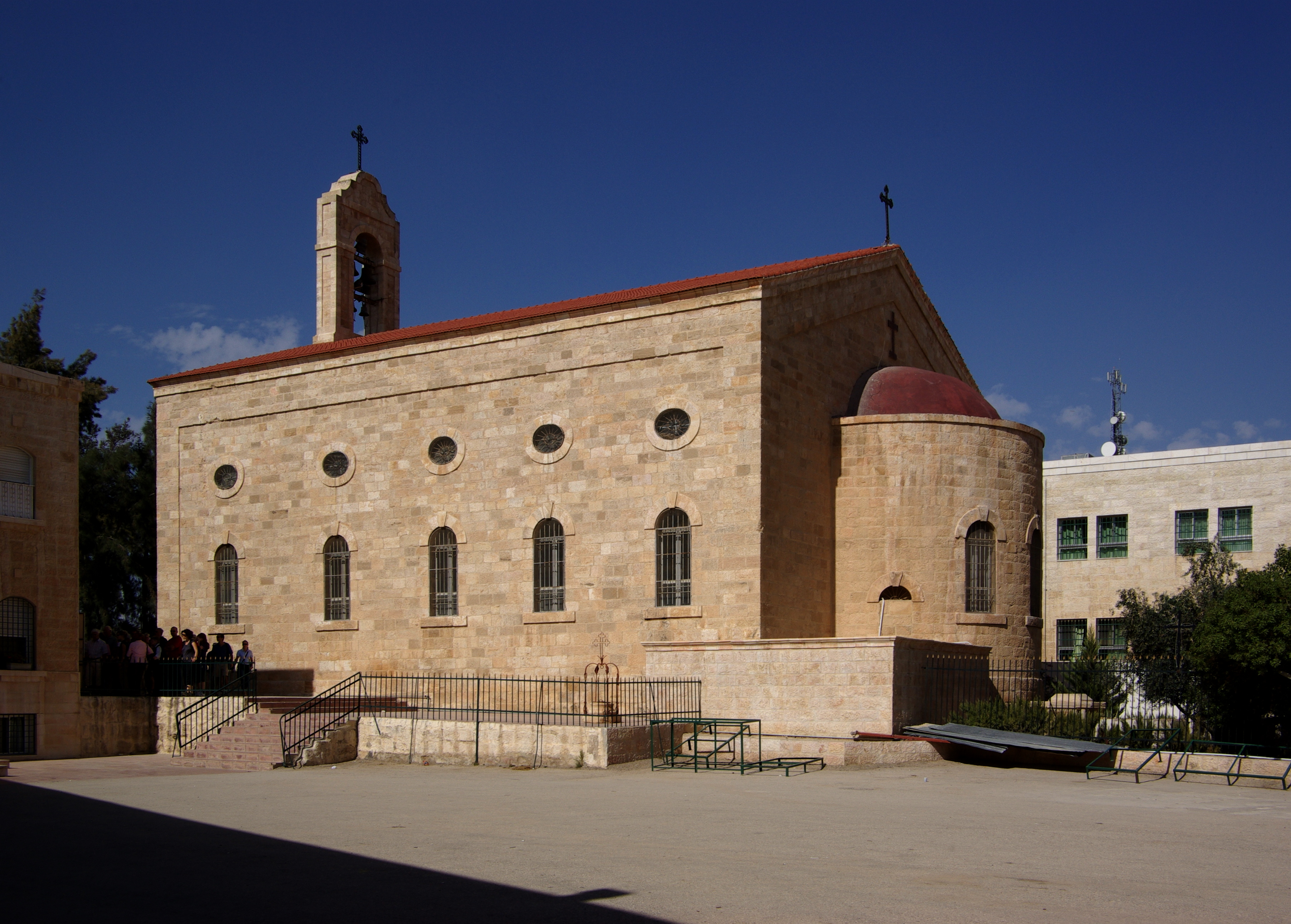
Cerkiew św. Jerzego w Madabie

Religia w Jordanii – dominującą religią w Jordanii jest islam sunnicki, wyznawany przez około 92% społeczeństwa. Islam posiada również status religii państwowej. Kolejną grupą wyznaniową jest sześcioprocentowa mniejszość chrześcijańska.

## Rys historyczny
Chrześcijaństwo na terytorium Jordanii obecne jest od czasów starożytnych. Po przyłączeniu tego obszaru do Cesarstwa Wschodniorzymskiego w Petrze istniało chrześcijańskie biskupstwo. W powstałym w VI w. państwie Ghassanidów, zależnym od Bizancjum, ludność arabska wyznawała chrześcijaństwo monofizyckie. Na islam przechodziła po zwycięstwie muzułmanów w bitwie nad rzeką Jarmuk, której konsekwencją było przyłączenie tych ziem do imperium Umajjadów. W latach 50. XX wieku chrześcijanie stanowili 30% mieszkańców Jordanii, jednak wskutek emigracji zarobkowej tej ludności jej udział spadł do 4%. Na początku XXI w. największym Kościołem chrześcijańskim w Jordanii był Patriarchat Jerozolimski, do którego należy 180 tys. wiernych (na 400 tys. chrześcijan ogółem) i który prowadzi w kraju 39 parafii (dane własne). Największe skupiska chrześcijan to Al-Husn i Fuhajs, gdzie stanowią oni większość mieszkańców, oraz Karak i Madaba.
W pierwszych latach po powstaniu państwa jordańskiego wspólne wyznanie było jednym z głównych czynników tworzących nową tożsamość narodową, spajającym społeczność Palestyńczyków z Zachodniego Brzegu oraz ludność jordańską. Największym islamskim ruchem politycznym w Jordanii jest Bractwo Muzułmańskie, liczące 15 tys. członków, działające od 1945. W latach 70. XX wieku według różnych źródeł w Jordanii żyło 92-94% sunnitów (większość ludności arabskiej, społeczność czerkieska), 5-6% chrześcijan (Grecy, Ormianie, niewielka grupa Arabów) i 1% innych wyznań.
Z Bractwa wywodzi się partia polityczna Islamski Front Działań. W latach 90. XX wieku w Jordanii pojawił się ruch salaficki. Salafici brali aktywny udział w protestach w Jordanii w 2011. 15 kwietnia 2011 doszło do starć salafitów z policją w Az-Zarce; było kilkudziesięciu rannych.

## Sytuacja prawna i społeczna wyznań
Konstytucja Jordanii gwarantuje ochronę wszystkim wyznaniom „w zgodzie ze zwyczajami Królestwa”, chyba że praktyki religijne łamią prawo i moralność publiczną. Religią państwową jest islam. Instytucje muzułmańskie w Jordanii są zarządzane i dofinansowywane przez ministerstwo spraw religijnych, imamowie otrzymują nominacje państwowe. Wyznanie każdego obywatela Jordanii jest wskazywane w jego dowodzie tożsamości.
Aby korzystać z ochrony państwowej, wyznanie musi zostać zarejestrowane przez rząd. Spośród wyznań chrześcijańskich rejestrację taką uzyskały greckie prawosławie (Patriarchat Jerozolimski), katolicyzm w obrządku łacińskim, melkickim i maronickim, Kościół Asyryjski, Apostolski Kościół Ormiański, luteranizm, anglikanizm, prezbiterianizm, Kościół Adwentystów Dnia Siódmego, pentekostalizm. Kilka innych Kościołów protestanckich funkcjonuje w Jordanii jako „stowarzyszenia”, bez uprawnień przysługujących wspólnotom zarejestrowanym. Religia bahaicka nie jest uznawana. Chociaż państwo nie utrudnia wyznawcom praktyk religijnych, nie jest możliwe nabywanie przez instytucje bahaickie szkół, cmentarzy i budynków sakralnych, nie mogą oficjalnie deklarować swojego wyznania ani rozstrzygać swoich spraw rodzinnych we własnych sądach.
W Jordanii nie funkcjonuje świeckie sądownictwo rodzinne – sprawy związane z małżeństwem i rozwodem, opieką nad dziećmi, dziedziczeniem rozstrzygane są przez sądy religijne, odrębne dla muzułmanów i chrześcijan. Sądy muzułmańskie rozpatrują również sprawy Druzów. Konwersja nie jest zabroniona, w praktyce jednak przyjęcie chrztu przez muzułmanina nie ma skutków prawnych (nadal podlega on prawu muzułmańskiemu, dotyczy to również jego nieletnich dzieci). Zmiana wyznania jest w Jordanii społecznym tabu, zarówno wśród muzułmanów, jak i chrześcijan zdarzały się przypadki zabójstw honorowych konwertytów.  Zdecydowana większość jordańskich muzułmanów (90%) uważa się za religijnych lub „względnie religijnych”. Równocześnie 42% muzułmanów uważa, że religia powinna mieć wpływ na życie polityczne i społeczne kraju – 52% jest przeciwnego zdania. W kraju nie dochodzi do konfliktów między chrześcijanami i muzułmanami; mają miejsce spory wewnątrz społeczności chrześcijańskiej między Kościołami działającymi na tym terytorium od stuleci a chrześcijanami ewangelikalnymi.
W kraju działają także bractwa sufickie, do których należą głównie zamożni Jordańczycy. Starają się one funkcjonować dyskretnie i nie nagłaśniać swojej aktywności. Podobnie działają organizacje szyickie, głównie z uwagi na fakt, że ze względów politycznych szyici spotykają się w Jordanii z nienawiścią.
Rząd nadal nie przyznał pełnej legalizacji Świadkom Jehowy, Kościołom Chrystusowym oraz Kościół Jezusa Chrystusa Świętych w Dniach Ostatnich, ale każdy ma prawo do prowadzenia praktyk religijnych.
Jordania jest jedynym państwem Bliskiego Wschodu, które nie ma rdzennej społeczności żydowskiej. Oficjalnie nie są również podawane liczby osób, które nie utożsamiają się z żadną religią.

## Dane statystyczne
- islam:

sunnizm – 92%
szyizm oraz sufizm – 1%
- chrześcijaństwo (prawosławni i katolicy) – 6%[11], 4%[3]
- Druzowie[11]
- bahaizm[11]

Według danych Operation World (2010) największe denominacje chrześcijańskie stanowią:
- Prawosławny patriarchat Jerozolimy – 72 000 wiernych w 26 cerkwiach,
- Kościół Katolicki – 26 000 wiernych w 60 kościołach,
- Apostolski Kościół Ormiański – 16 000 wiernych w 2 cerkwiach,
- Syryjski Kościół Prawosławny – 4200 wiernych w 1 cerkwi,
- Kościół Ewangelicko-Luterański – 4000 wiernych w 6 kościołach,
- Kościół Episkopalny – 3800 wiernych w 11 kościołach,
- Jordańska Konwencja Baptystyczna (baptyzm) – 2500 wiernych w 25 zborach,
- Kościół koptyjski – 2300 wiernych w 2 cerkwiach,
- Zbory Boże – 1950 wiernych w 10 zborach,
- Iraccy chrześcijanie ewangelikalni – 1800 wiernych w 10 zborach.